# Rezervația Sterpu-Dealul Negru
Sterpu-Dealul Negru este o arie protejată de interes național ce corespunde categoriei a IV-a IUCN (rezervație naturală de tip floristic, faunistic și geologic) situată în județul Vâlcea, pe teritoriul administrativ al Voineasa.

## Localizare
Aria naturală se află în partea sudică a Munților Lotrului (între râul Voineșița și râul Păscoaia), la o altitudine cuprinsă între 1.750 și 2000 de metri, în apropierea  limitei nordice a județului Vâlcea cu județul Sibiu.

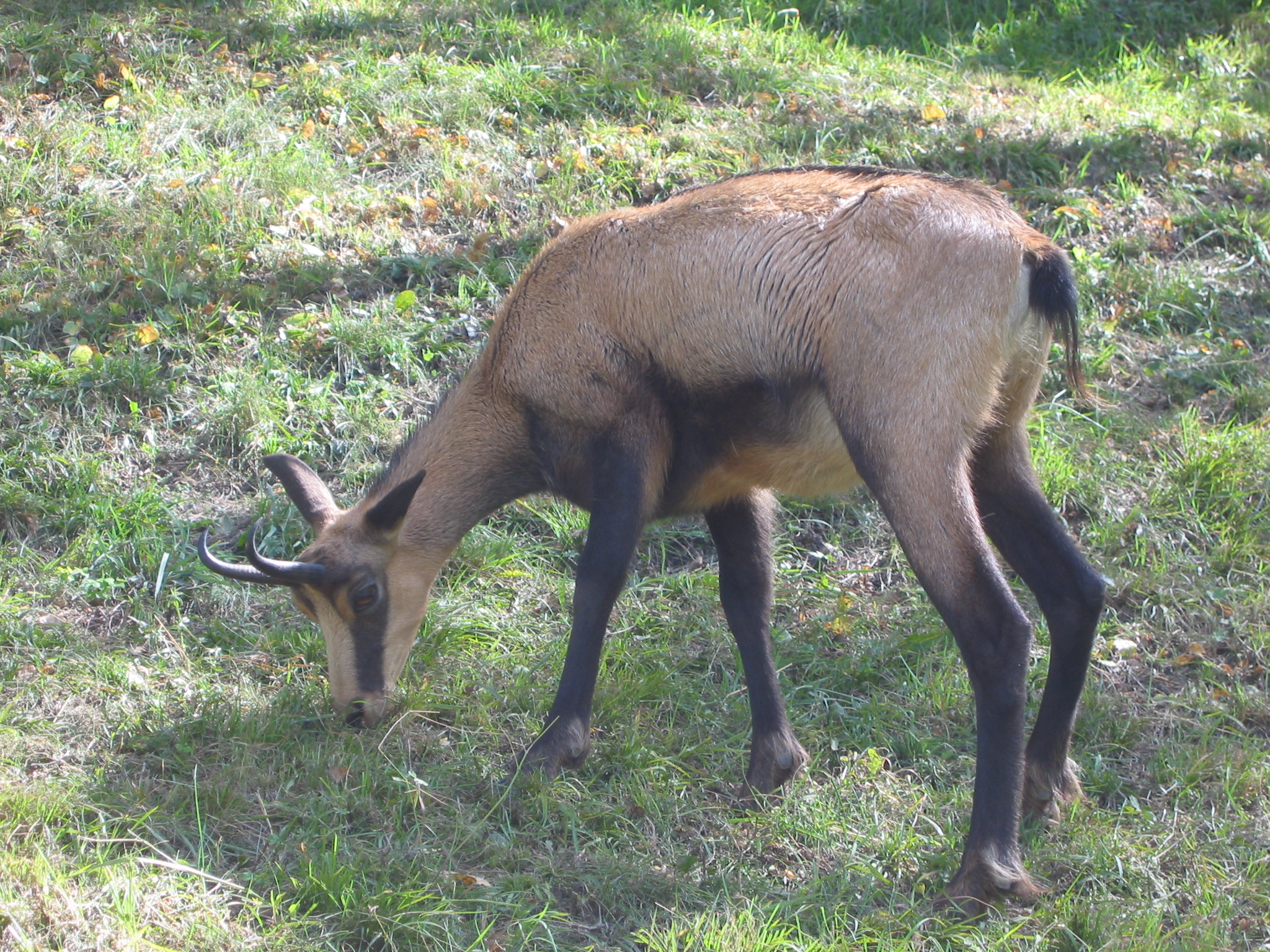
Capră neagră (Rupicapra rupicapra)

## Descriere
Rezervația naturală cu o suprafață de 5 hectare, declarată arie protejată prin Legea Nr.5 din 6 martie 2000 reprezintă o zonă (abrupturi stâncoase, pajiști alpine, stâncării, văi, tufărișuri) ce adăpostește o varietate de specii floristice (jneapăn, smârdar) și faunistice (urs brun, capră neagră, cerb) protejate prin lege.